# Örnvråk
Örnvråk (Buteo rufinus) är en rovfågel som tillhör familjen hökar.

## Utseende och läte

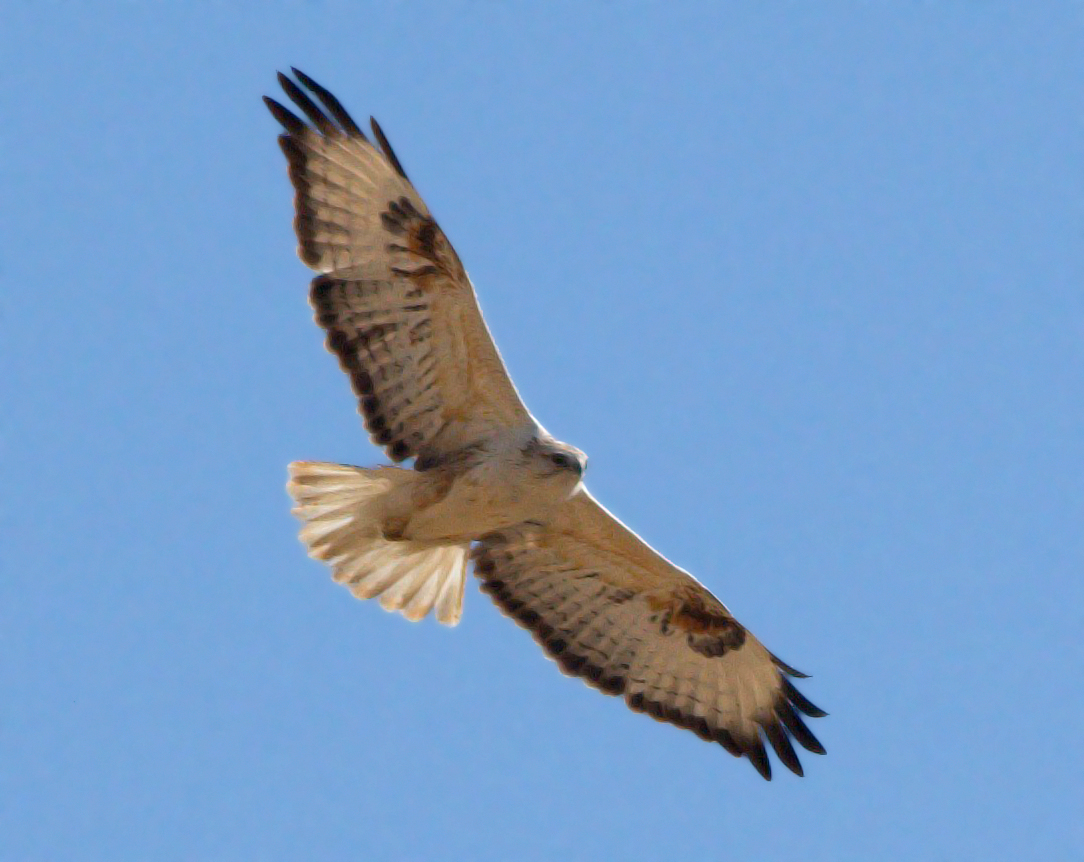
Adult örnvråk, ljus morf

Örnvråken liknar fjällvråken men är större och kraftigare och mäter runt 60 centimeter på längden. Den uppträder i flera färgmorfer, från ljus, till rödbrun eller mörk. Merparten har en klar orangefärgad fjäderdräkt, röd eller orange ljus stjärt och blekt huvud med ett mörkare streck bakom ögat. Gumpen är mörk. Vingarna är långa och oftast ljusa på undersidan. Buksidor och knogfläck är mörka. Lätet är likt ormvråkens men mjukare och mindre klagande. Underarten cirtensis är mindre än nominatformen och oftast ljusare.

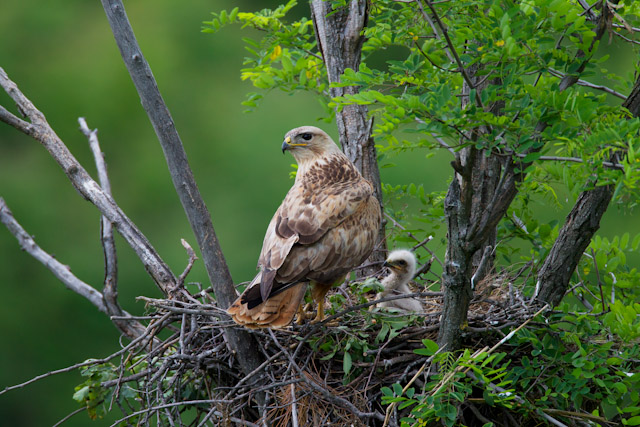
Hane örnvråk vid bo.

## Utbredning och systematik

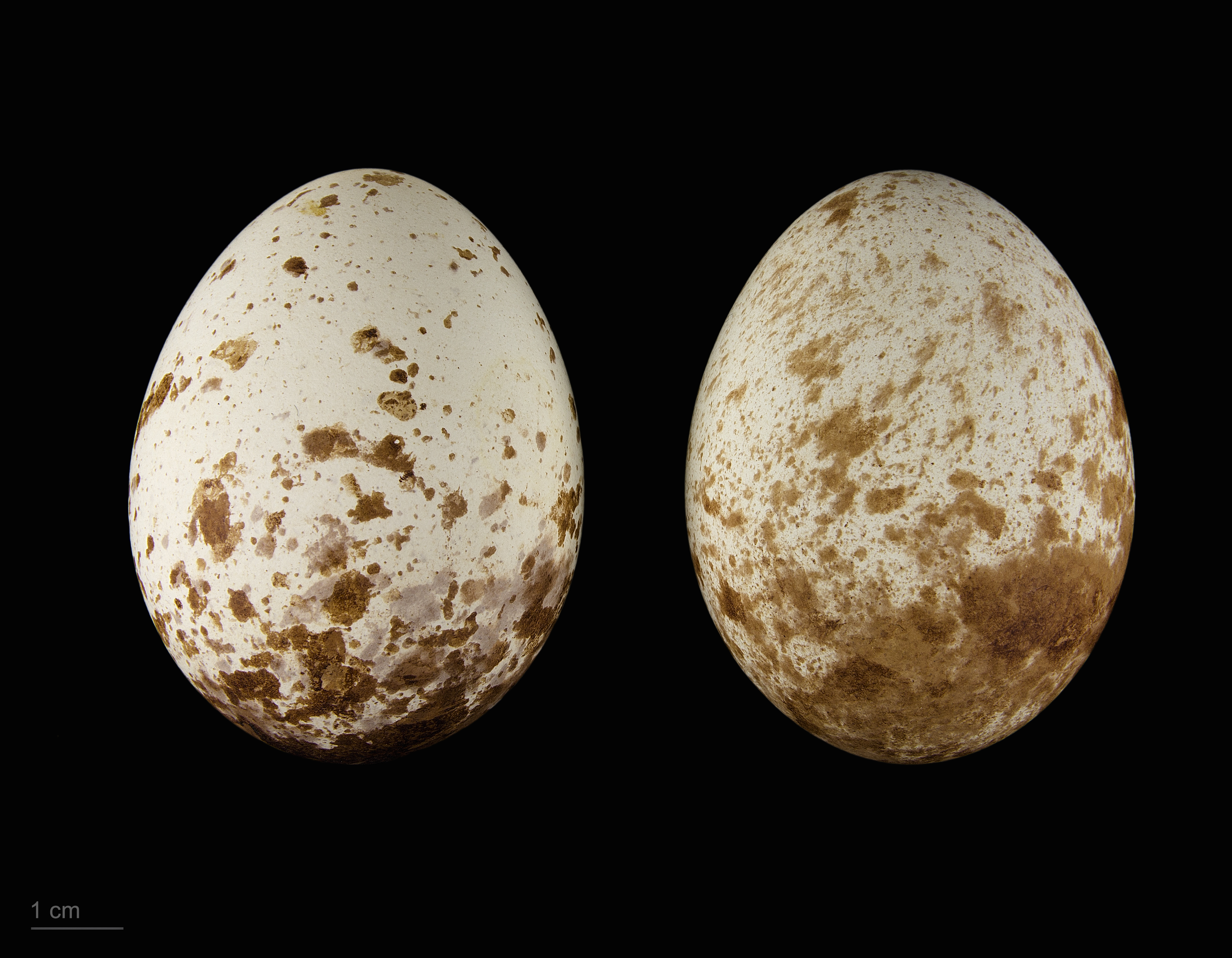
Buteo rufinus cirtensis

Örnvråken häckar i stora delar av Centralasien, i norra Afrika och i sydöstra Europa. Den delas in i två underarter med följande utbredning:
- nordlig örnvråk[3] Buteo rufinus rufinus – häckar från sydöstra Europa till Mongoliet och Indien; övervintrar i Afrika
- berbervråk[4] Buteo rufinus cirtensis – stannfåglar från Mauretanien till Egypten och Arabiska halvön

De nordliga häckpopulationerna är generellt flyttfåglar medan de södra är stannfåglar. Den övervintrar så långt söderut som mellersta Afrika, även bort mot Östasien. Ungfåglar observeras sällsynt i norra Europa. I Sverige har 15 örnvråkar observerats till och med 2020, flest gånger på Öland och Gotland samt i Skåne. Ytterligare ett fynd från 2006, en individ tillhörande cirtensis, anses inte med säkerhet tagit sig till Sverige på naturlig väg.
Individer av underarten rufinus hybridiserar med mongolvråk (Buteo hemilasius) i Asien, medan individer av underarten cirtensis hybridiserar med ormvråk (Buteo buteo) i Spanien. Taxonet cirtensis har föreslagits utgöra en egen art. Sentida genetiska studier visar att den är genetiskt mycket lik ormvråken och har föreslagits föras över dit. Detta har dock ännu inte lett till några taxonomiska förändringar bland de större internationella taxonomiska auktoriterna.

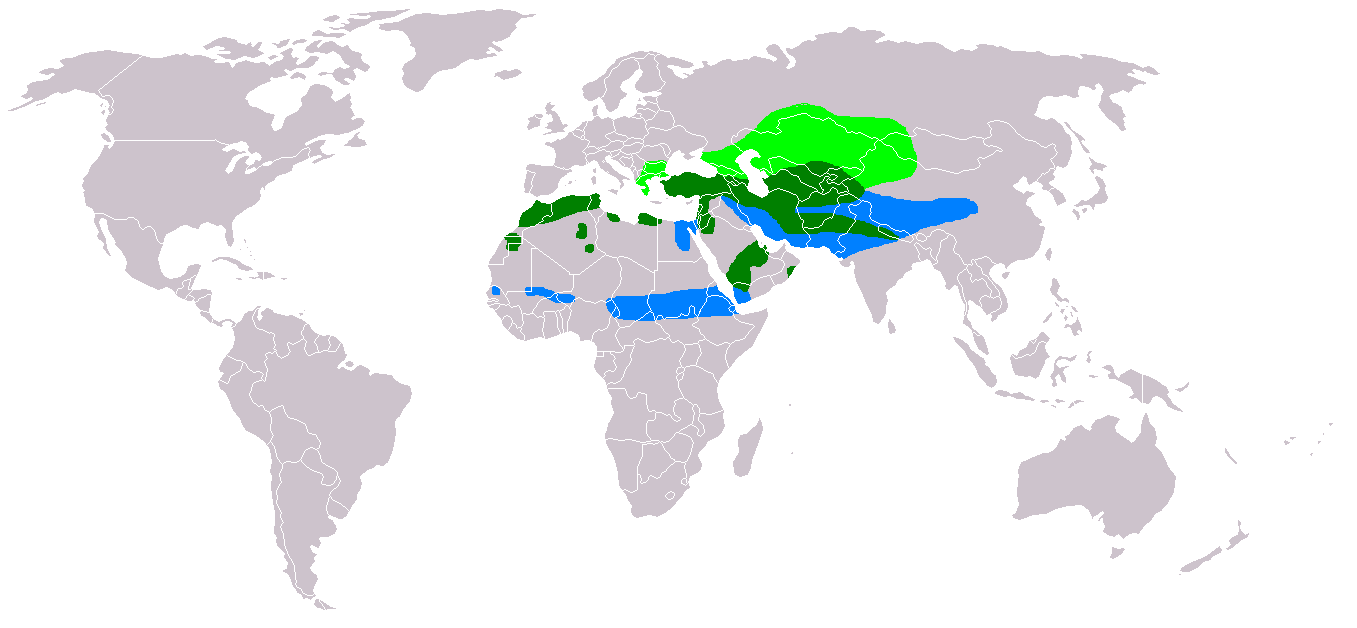
Utbredningsområde för örnvråk
ljusgrönt - häckningsområde
blått - vinterkvarter
mörkgrönt - hela året

## Ekologi
Örnvråken lever främst av små gnagare, men den tar även ödlor, ormar, små fåglar och stora insekter. Den lever i bergiga och klippiga öknar samt stäpper och har påträffats upp till 3 500 meter över havet. Örnvråken bygger sitt bo på en klippavsats.

## Status och hot
Arten har ett stort utbredningsområde och en stor population med stabil utveckling. Utifrån dessa kriterier kategoriserar IUCN arten som livskraftig (LC). Beståndet i Europa tros öka och uppskattas till 11 800–19 200 häckande par. Världspopulationen antas variera efter födotillgången.